# Motormus fra Mars
Motormus fra Mars er den danske versionering af den amerikanske tv-tegnefilmsserie Biker Mice from Mars.
Serien er skabt af den amerikanske producer Rick Ungar og blev først sendt i USA i 1993. Serien fortsatte i 3 sæsoner inden den stoppede.
Serien handler om 3 menneskelignende motorcyklist-mus ved navn Throttle (i den danske oversættelse Speeder), Modo  og Vinnie, der flygtede fra en krig på deres hjemplanet, Mars. De ender med at nødlande på Jorden i Chicago, USA. Her møder de den charmerende, kvindelige mekaniker, Charlene "Charley" Davidson (en humoristisk reference til det kendte motorcykelbrand Harley-Davidson) og opdager at deres fjender, Plutarkerne, er kommet til Jorden for at udnytte og opbruge dens ressourcer. Plutarkerne er en ildelugtende race, der er en blanding mellem mennesker og fisk, som udtømmer andre planeter for deres ressourcer, fordi de selv har opbrugt alle deres egne. Plutarkerne har allerede skabt en enorm naturkatastrofe på Mars, hvilket har resulteret i udryddelsen af størstedelen af musebestanden på Mars og en næsten total udryddelse af Mars' natur. Motormusene opdager at Chicagos ledende industrialist, Lawrence Limburger faktisk er en Plutark, der er forklædt som menneske. Limburger får hjælp af skurke som den sadistiske, gale videnskabsmand Dr. Karbunkle og den idiotiske Greasepit. De hjælper begge Limburger med at stjæle Jordens naturrescourcer og sende dem til hjemmeplaneten Plutark. Desværre for Limburger må han gang på gang se Motormusene forpurre hans ondskabsfulde planer.

## Ekstern henvisning
- Motormus fra Mars på Internet Movie Database (engelsk)
- Motormus fra Mars på Rotten Tomatoes (engelsk)
- Motormus fra Mars hos The Movie Database (engelsk)
- Motormus fra Mars hos TheTVDB (engelsk)
- Motormus fra Mars hos TV.com (engelsk)